# Agurketid
Agurketid er en periode i sommermånederne, hvor offentlige institutioner som fx Folketinget holder ferie og gør det svært for nyhedsmedierne at finde reelle nyheder. I stedet sendes pseudonyheder. Bruges også som generel betegnelse for almindelig sløvhed i nyhedsstrømmen.

## Ophav
Ordet er en oversættelse af tysk Sauregurkenzeit (= sur-agurk-tid), som i jargonen blandt Berlins handlende viste til den tid på højsommeren, når agurkerne modnes, det er ferie og derfor ingen videre omsætning i forretningerne. Det tyske ord kendes på tryk fra 1780. Fra omkring 1850 har udtrykket så spredt sig fra Berlin, og er gået ind i sproget som et udtryk for den stille sommersæson. På dansk kendes ordet på tryk fra 1897. På nederlandsk dukkede det parallelle ord komkommertijd op i 1870'erne (komkommer = agurk).
Fra engelsk kendes udtrykket cucumber time, som The Pall Mall Gazette forklarede sådan i 1867: "Skrædderne kan ikke forvente at tjene stort i "agurkesæsonen". For når agurkerne kommer ind, er societeten ude af byen."

## Andre sprog
I den engelsktalende verden kaldes det silly season, mens man på tysk taler om både Sommerloch (= sommerhul) og Sauregurkenzeit. På svensk siger man dödsäsong som på fransk, la saison morte. Italienerne taler ligeledes om la stagione morta, men på toskansk dialekt også i mesi dei cipolloni, dvs. "kæmpeløgenes måneder". Spansk presse kalder det la época de la serpiente del mar, dvs. "søslangens epoke". I Portugal hedder det canicula (= hundedagene), i Rusland satisje (= stilhed, stille tid).
I Australien er det agurketid i julen, hvor det er sommer på den sydlige halvkugle.

## Eksempler på agurkenyheder
- Avisen Glåmdalen meldte, at "vejene i Finnskogen nu er så dårlige, at de ikke kan cykles på af folk med gebis".[8]
- Avisen Gjengangeren meldte, at "en dame i Horten har en julekaktus, som er 54 år gammel. Hendes søn Tore er 53."
- Avisen Bergens Tidende meldte, at "den kalkun, som avisen bragte billede af, og som ikke var en kalkun, men en and, var i virkeligheden en gås".[9]